# 吉爾伯特·伊姆利
吉爾伯特·伊姆利（英語：Gilbert Imlay，1754年2月9日—1828年11月20日），是一名美國商人，作家和外交家。伊姆萊為一個精明的商人，參與肯塔基州土地投機活動。後來，他在美國駐法國大使館工作，成為美國最早的作家之一，著有兩本書。
他與有名的英國女權主義作家瑪麗·沃斯通克拉夫特有親密關係，有一個女兒芬妮·伊姆利。

## 文獻
- Faragher, John Mack. Daniel Boone: The Life and Legend of an American Pioneer. New York: Holt, 1992; ISBN 0-8050-1603-1.
- Gilbert Imlay, W. M. Verhoeven, Amanda Gilroy (1998). The Emigrants. Penguin. ISBN 0-14-043672-3
- Verhoeven, Wil. Gilbert Imlay: Citizen of the World. London: Pickering & Chatto, 2008; ISBN 978-1-85196-859-6.